# Guatambu (hout)
Guatambu is een houtsoort afkomstig van Balfourodendron riedelianum (familie Rutaceae). De boom komt voor in Zuid-Amerika; het hout in België wordt ingevoerd uit Paraguay. Soms wordt dit ook wel Ivoorhout genoemd; in Braziliaans Portugees is dat pau marfim, een (verzamel)naam die ook voor andere houtsoorten gebruikt wordt. 
De kleur is witachtig, ietwat lijkend op ivoor, het hout heeft een goede slijtweerstand. Door de lage duurzaamheid kan het enkel binnenshuis gebruikt worden en dan vooral als parket, plankenvloeren, sportvloeren, trappen, meubels, draaiwerk, handvatten en in multiplex.